# Laurent-Benoît Dewez

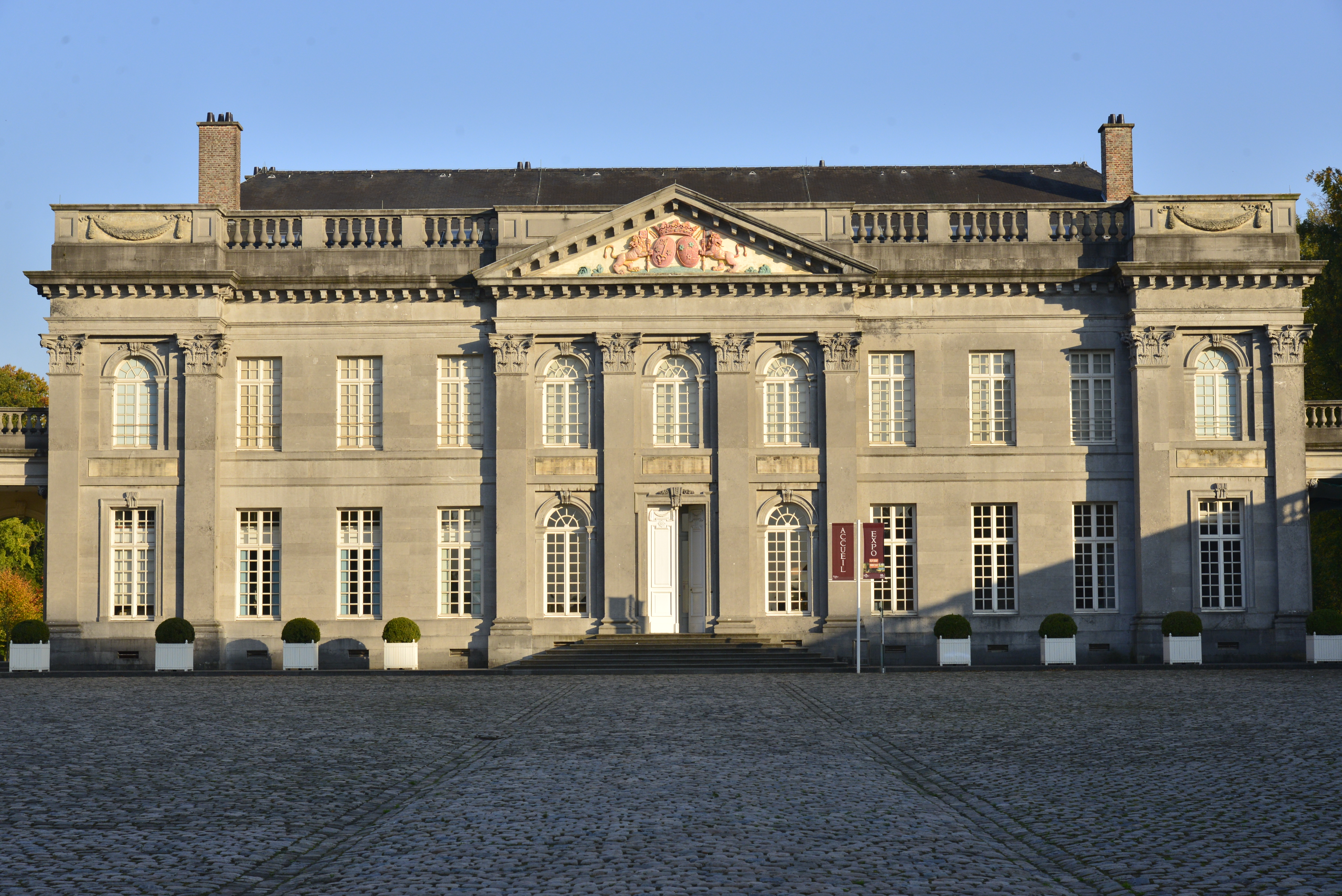
Château de Seneffe

Laurent-Benoît Dewez (* 14. April 1731 in Petit-Rechain; † 1. November 1812 in Groot-Bijgaarden) gilt als der bedeutendste Architekt des 18. Jahrhunderts im Gebiet der Österreichischen Niederlande (heutiges Belgien). Dewez führte einen italienisch und englisch beeinflussten klassizistischen Architekturstil in der Region ein. Zahlreiche Schlösser, Abteien und Kirchen wurden nach seinen Plänen gebaut; viele davon wurden jedoch im Zuge der Französischen Revolution beschädigt oder zerstört.

## Leben
Dewez wurde 1731 in der Nähe von Verviers als achtes Kind eines Zöllners geboren. Sein künstlerisches Talent wurde frühzeitig durch den Abt von Saint-Hubert bemerkt. Er schickte Dewez mit einem Stipendium eine Studienreise nach Italien. Hier arbeitete Dewez bei Lodewijk van Wittel - genannt Vanvitelli - und lernte auch andere wichtige Architekten und Theoretiker des Klassizismus wie z. B. Robert Adam, Clérisseau, Piranesi und Winckelmann kennen.

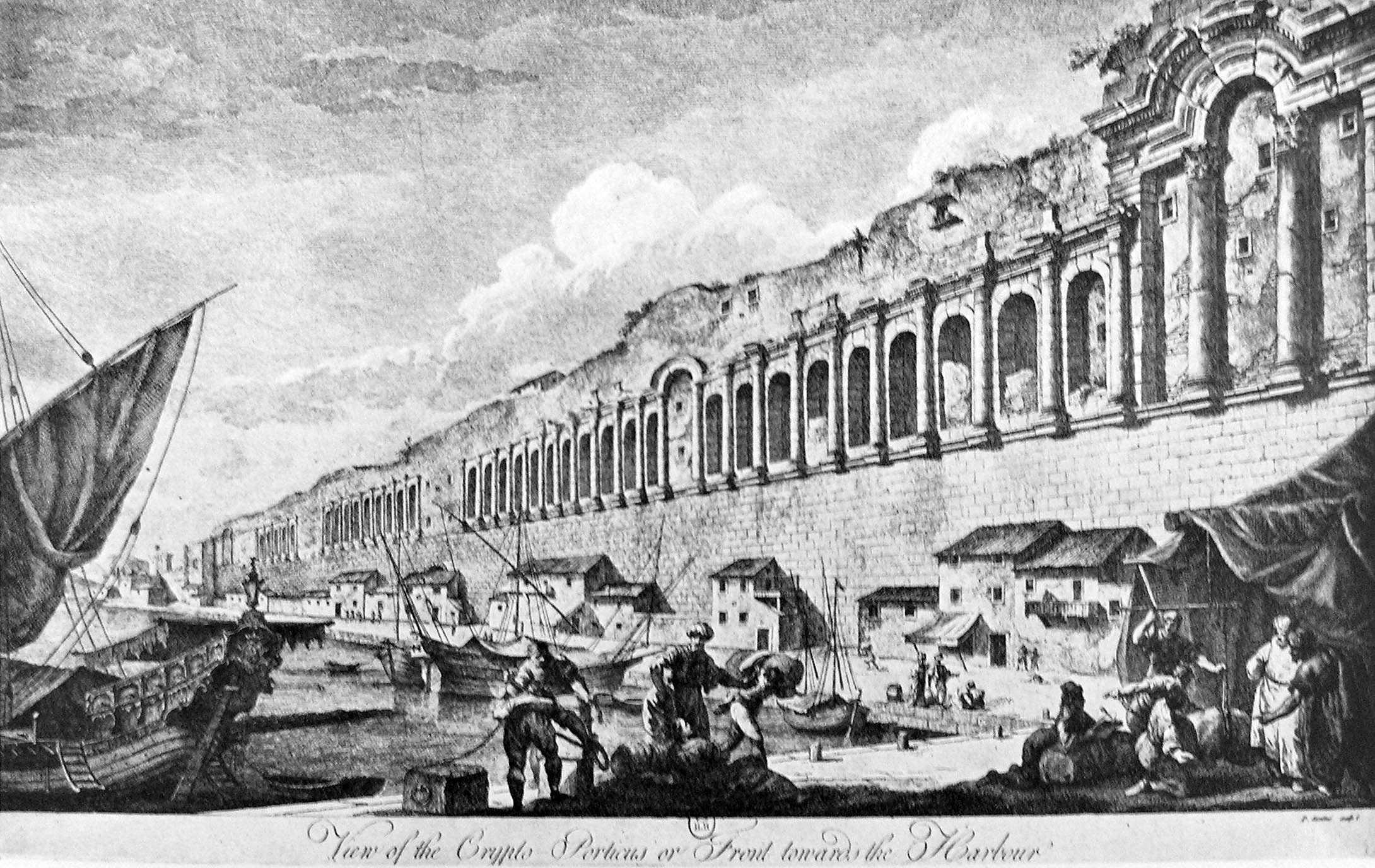
Die Hafenseite des Diokletianspalasts zur Zeit von Dewez' Dalmatienreise

Auf einer gemeinsamen Studienreise mit Robert Adam nach Dalmatien studierte er die beeindruckenden Ruinen des Diokletianspalasts in Spalato. 1758 vertiefte er seine Kenntnisse in der bekannten Werkstatt der Brüder John und Robert Adam in London. 1759 wurde er in die Österreichischen Niederlande zurückgerufen, um den Wiederaufbau der Abtei Orval zu übernehmen. Hier führt Dewez erstmals den Klassizismus im Gebiet des heutigen Belgiens ein.
1760 ließ er sich Brüssel nieder und wurde 1767 Hofarchitekt beim Generalstatthalter der Niederlande, Karl von Lothringen. Nachdem Dewez von Konkurrenten bezichtigt wurde, beim Bau des Gefängnisses Vilvoorde Fehler gemacht zu haben, fiel er in Ungnade und verlor seine Position als Hofarchitekt.
1793 floh er vor den französischen Revolutionstruppen nach Prag. Dort baute Dewez mehrere herrschaftliche Stadthäuser. 1804 kehrte er nach Belgien zurück, konnte aber nicht mehr an seine früheren wirtschaftlichen Erfolge anknüpfen. Dewez starb 1812 verarmt in Groot-Bijgaarden.
Sein Grabstein befindet sich heute an der Außenwand der Kirche von Groot-Bijgaarden und trägt eine kurze lateinische Beschreibung seines Lebens und Werks.

## Werk
Das von 1763 bis 1768 erbaute Schloss in Seneffe gilt als Dewez' Meisterwerk. Eine kleinere Version ist das Schloss La Motte in Sint-Ulriks-Kapelle.
Weitere Werke sind:
- Abtei Affligem (zerstört)
- Abtei Orval

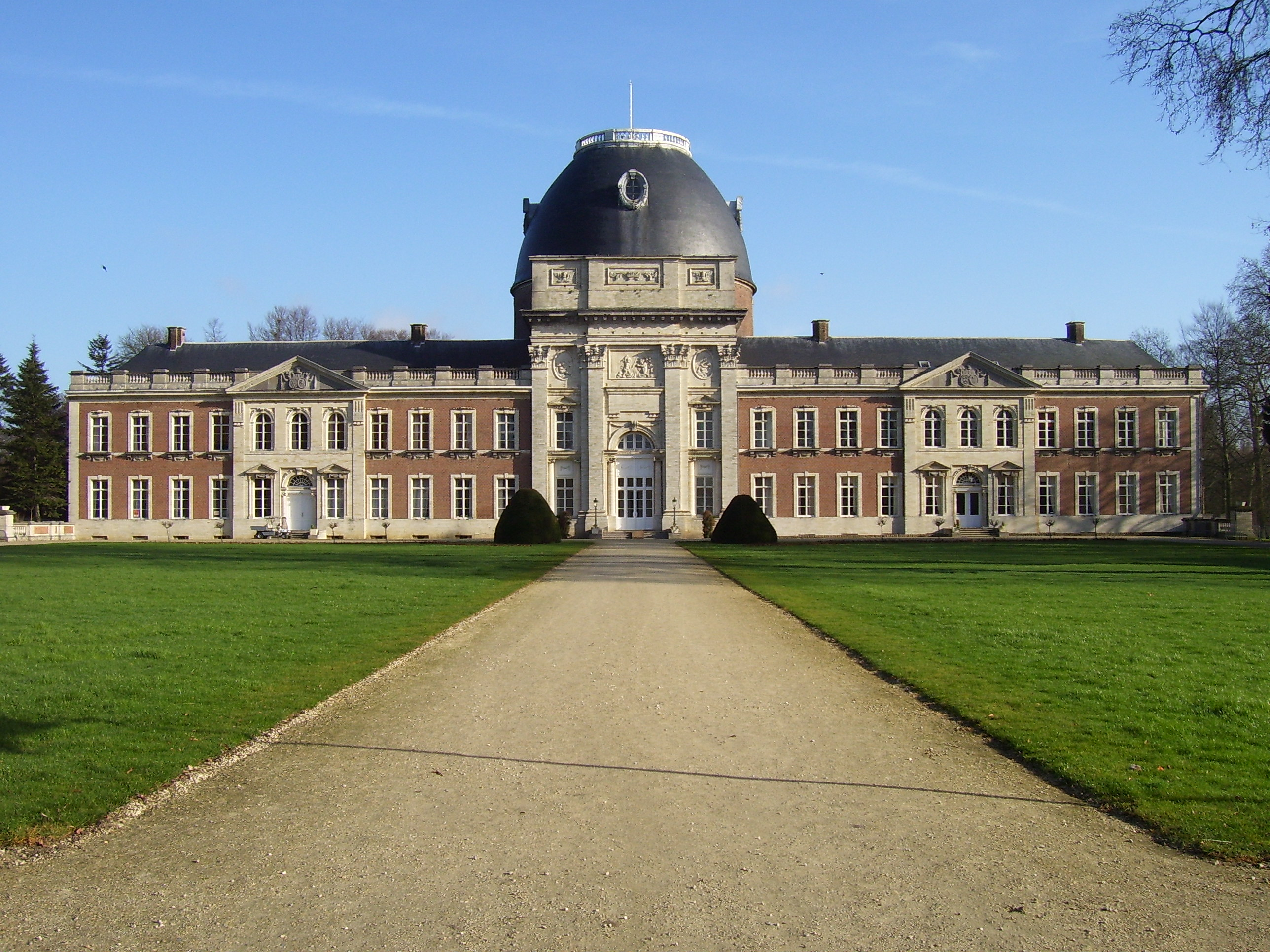
Abtei Hélécine

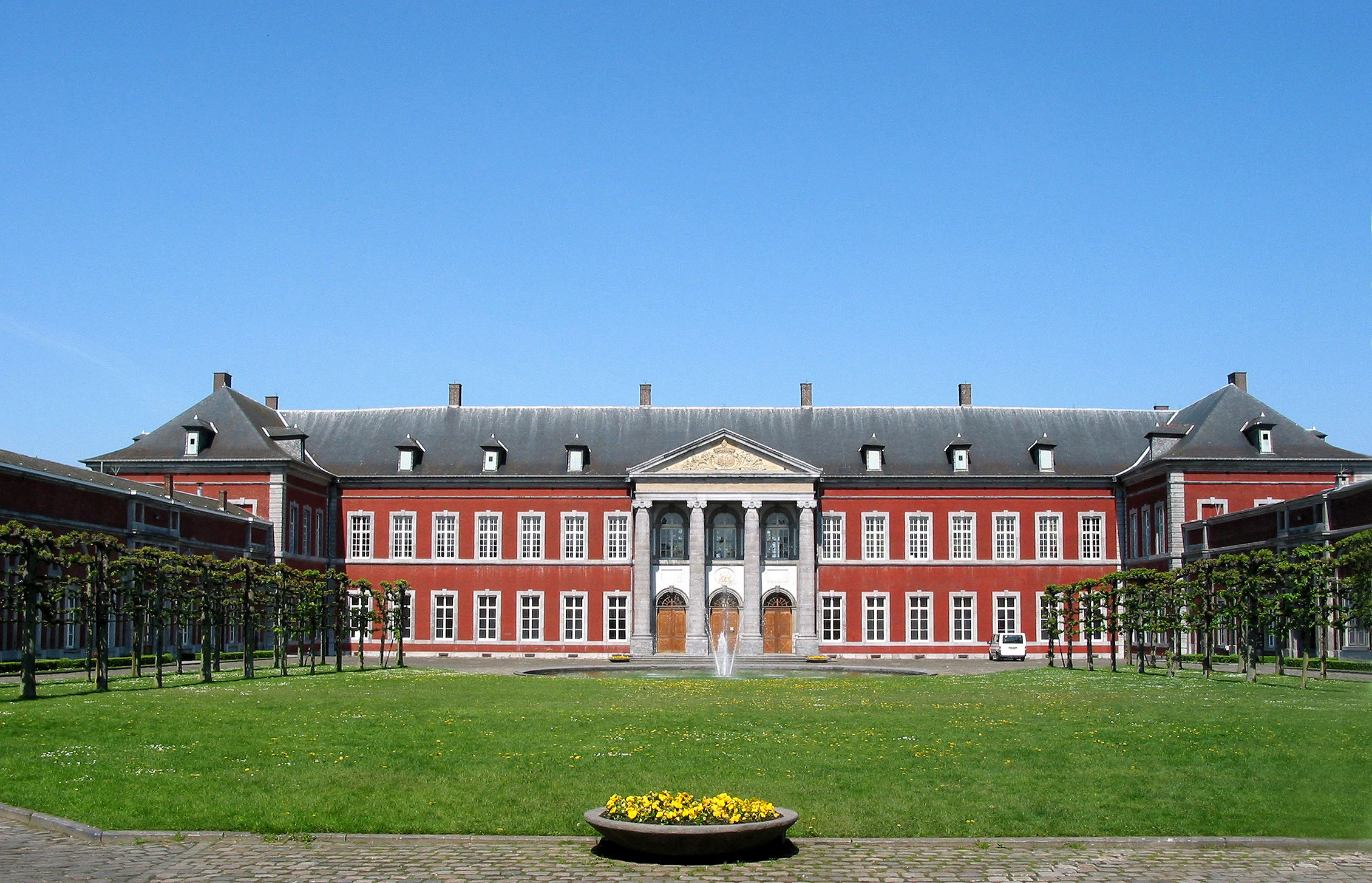
Abtei Gembloux

- Abtei Dielegem in Jette (teilweise zerstört)
- Abtei Vorst
- Abtei Vlierbeek
- Abtei Hélécine (teilweise zerstört)
- Abtei Gembloux
- Abtspalast der Abtei Saint-Martin von Tournai, heute Rathaus.
- Abteikirche Bonne-Espérance.
- Kirche Harelbeke
- Kirche Andenne
- Schloss Wasseiges (zerstört)
- Schloss Mariemont (zerstört)
- Staatsgefängnis Vilvoorde